# Mistrzostwa Europy w Piłce Ręcznej Kobiet 2016 (składy)
Artykuł grupuje składy żeńskich reprezentacji narodowych w piłce ręcznej, które wystąpią podczas Mistrzostw Europy w Piłce Ręcznej Kobiet 2016 rozegranych w Szwecji od 4 do 18 grudnia 2016 roku.

## Informacje ogólne
Szerokie składy liczące maksymalnie dwadzieścia osiem zawodniczek zgodnie z zasadami ustalonymi przez EHF zostały ogłoszone 25 października 2016 roku. Na dzień przed rozpoczęciem zawodów reprezentacje ogłoszą oficjalne szesnastoosobowe składy, z którego w trakcie turnieju mogą wymienić maksymalnie trzy zawodniczki.